# Жена-Хулк: Адвокат
Жена-Хулк: Адвокат (енгл. She-Hulk: Attorney at Law) је америчка стриминг серија, креирана за Дизни+, заснована према истоименој Марвеловој јунакињи. Смештена је у Марвелов филмски универзум и дели континуитет са филмовима овог серијала. Продукцију серије је радио Марвел студио, са Џесиком Гао као главим писцем.
Татјана Маслани тумачи насловну улогу као Џенифер Волтерс / Жена-Хулк. У осталим улогама су Марк Рафало, Тим Рот, Џинџер Гонзага и Рене Елиз Голдсбери. Серија је најављена у августу 2019, док је Гаова унајмљена у новембру исте године. Кет Коиро се придружила као режисерка неколико епизода у септембру 2020. године, када је и Масланијева добила главну улогу. До децембра су се глумачкој екипи придружили Рот и Рафало, а Ану Валија је такође најављена као режисерка. Снимање је почело у априлу 2021. у Лос Анђелесу и Атланти, а трајало је до августа.
Серија је емитована од 18. августа до 13. октобра 2022. године и састоји се од девет епизода. Добила је углавном позитивне критике критичара, који су нарочито похвалили глуму Татјане Маслани, као и светлији тон серије, али су критиковали визуелне ефекте.

## Премиса
Џенифер Волтерс води компликован живот као самац у својим 30-им годинама, а такође постаје зелена суперхероина Жена-Хулк.

## Улоге
| Глумац              | Улога                       |
| ------------------- | --------------------------- |
| Татјана Маслани     | Џенифер Волтерс / Жена-Хулк |
| Марк Рафало         | Брус Бенер / Хулк           |
| Тим Рот             | Емил Блонски / Абоминација  |
| Бенедикт Вонг       | Вонг                        |
| Џинџер Гонзага      | Ники                        |
| Рене Елиз Голдсбери | Амелија                     |
| Чарли Кокс          | Метју Мердок / Дердевил     |

## Епизоде
| Бр. еп. | Наслов                                            | Редитељ    | Сценариста                        | Премијера           |
| ------- | ------------------------------------------------- | ---------- | --------------------------------- | ------------------- |
| 1       | Нормална количина беса                            | Кет Коиро  | Џесика Гао                        | 18. август 2022.    |
| 2       | Надљудски закон                                   | Кет Коиро  | Џесика Гао                        | 25. август 2022.    |
| 3       | Народ против Емила Блонског                       | Кет Коиро  | Франческа Гејлс и Жаклин Џ. Гејлс | 1. септембар 2022.  |
| 4       | Зар ово није права магија?                        | Кет Коиро  | Мелиса Хантер                     | 8. септембар 2022.  |
| 5       | Mean, Green, and Straight Poured into These Jeans | Ану Валија | Дејна Шварц                       | 15. септембар 2022. |
| 6       | Само Џен                                          | Ану Валија | Зеб Велс                          | 22. септембар 2022. |
| 7       | Повлачење                                         | Ану Валија | Зеб Велс                          | 29. септембар 2022. |
| 8       | Ribbit and Rip It                                 | Кет Коиро  | Коди Зиглар                       | 6. октобар 2022.    |
| 9       | Чија је ово серија?                               | Кет Коиро  | Џесика Гао                        | 13. октобар 2022.   |